# Dunabogdány
Dunabogdány è un comune dell'Ungheria di 3.101 abitanti (dati 2007) situato nella contea di Pest, nell'Ungheria settentrionale.